# Maserati Birdcage 75th

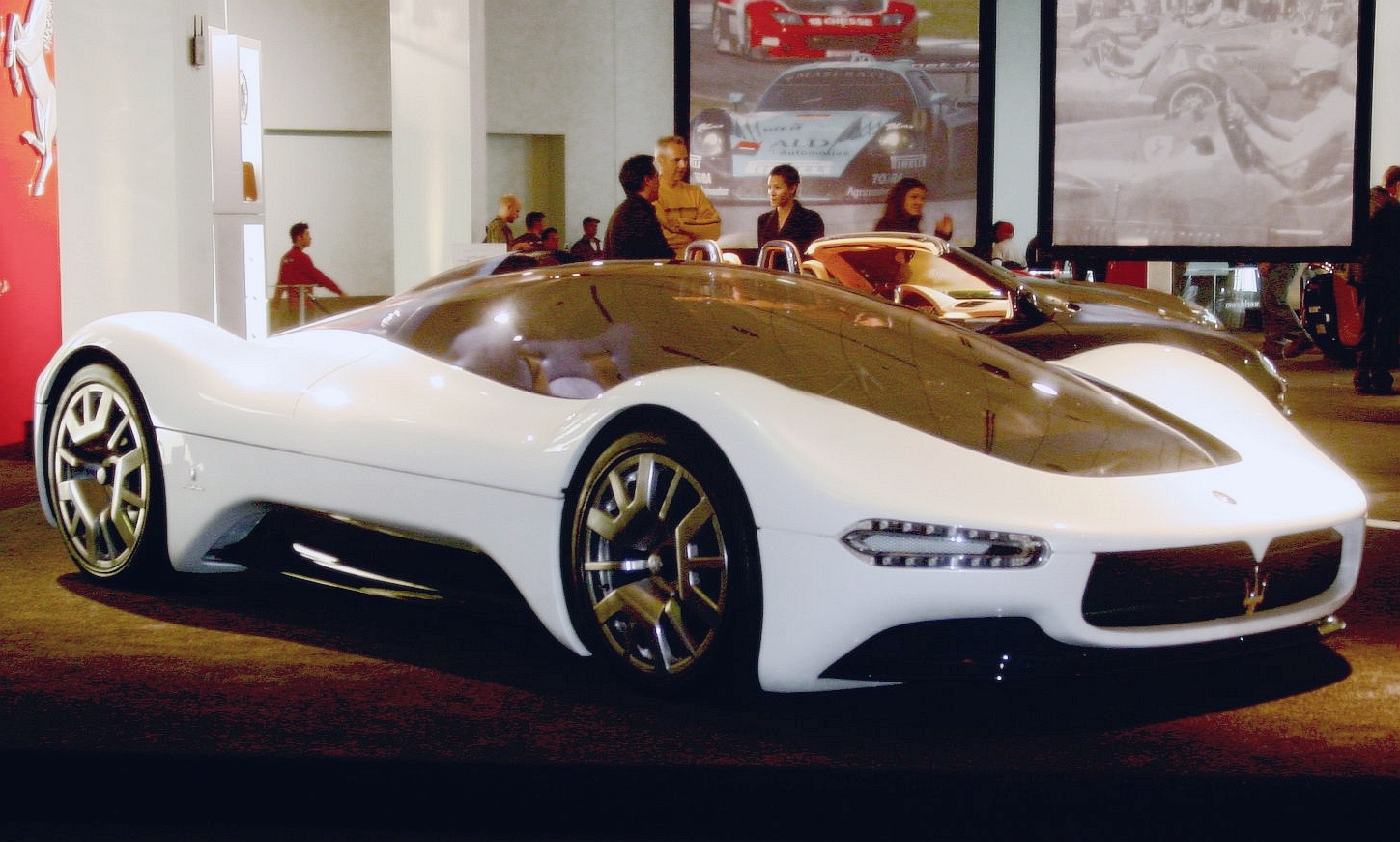
Maserati Birdcage 75th op de Greater Los Angeles Auto Show in 2006

De Maserati Birdcage 75th is een conceptauto van Maserati die voor het eerst vertoond werd in 2005 op de Autosalon van Genève.
Dit om het 75-jarig bestaan van Pininfarina te vieren en als een eerbetoon aan Maserati Birdcages uit voorgaande decennia. 
Als uitgangspunt voor de Birdcage 75th werd het chassis van een Maserati MC12-GT1 genomen.
Achterin bevindt zich dezelfde 6-liter-V12 type F140 zoals die werd gebruikt in onder andere de Ferrari Enzo en de Ferrari 599. In de Birdcage had de motor zo’n 700 pk.
Het ontwerp is mede opvallend omdat deuren ontbreken. Een soort vliegtuigcockpit is na opening de toegangspoort tot het interieur.